# Karl Buol
Karl Ferdinand Graf von Buol-Schauenstein (17 mai 1797 - 28 octobre 1865) est un diplomate et homme d'État autrichien, qui est ministre des Affaires étrangères de l'Autriche de 1852 à 1859.

## Biographie
Karl Ferdinand von Buol-Schauenstein naît dans une famille de l'aristocratie viennoise. Il est diplômé en droit et s'engage dans la carrière diplomatique.
Buol rejoint le service des affaires étrangères autrichien et sert successivement dans les États suivants : grand-duché de Bade et Hesse-Darmstadt (1828-1838), royaume de Wurtemberg (1838-1844), Piémont (1844-1848), Empire russe (1848-1850), lors de la conférence ministérielle de Dresde (1850-1851), et en Grande-Bretagne (1851-1852). Il devient un des plus proches collaborateurs du ministre des Affaires étrangères, le prince Felix von Schwarzenberg, et quand Schwarzenberg décède en avril 1852, Buol lui succède en qualité de ministre des Affaires étrangères.
Comme ministre des Affaires étrangères, Buol doit faire face à la crise qui éclate début de 1854 qui conduit à la  guerre de Crimée qui oppose la France et l'Angleterre dans le but de soutenir l'Empire ottoman face à la Russie. Buol tente d'être un médiateur entre les parties belligérantes, sa marge de manœuvre étant mince. Un conflit entre l'Autriche et la Russie imposerait à l'Autriche, même alliée à la France et à la Grande-Bretagne, tout le poids de la guerre. D'autre part, la prise de contrôle par la Russie de la Moldavie et la Valachie (1853) constitue un grand danger pour l'Autriche, les Autrichiens étant opposés à toute expansion de l'influence russe dans les Balkans. 
Buol, réputé anglophile, adresse un ultimatum à la Russie pour exiger l'évacuation des principautés auquel les Russes souscrivent, le nouvel empereur russe Alexandre II souhaitant mettre fin à la guerre. Les premiers accords de paix sont signés à Vienne.
En 1856, il est plénipotentiaire au congrès de Paris.
En 1859, Camillo Cavour, Premier ministre du royaume de Sardaigne, soucieux de faire entrer les Autrichiens dans une guerre à laquelle il savait qu'il aurait le soutien français, réalise une série de provocations contre les positions autrichiennes en Italie. L'Autriche finit par céder et après un ultimatum déclare la guerre au royaume de Sardaigne le 26 avril. La France respectant son engagement entre en guerre à son tour. La guerre qui s'ensuit a des conséquences désastreuses pour la position de l'Autriche en Italie, elle abandonne presque entièrement sa présence dans la péninsule ce qui contribue à la création du royaume d'Italie. Buol est écarté en mai 1859 pour cette erreur.

## Distinctions
- Grand-croix de la Légion d'honneur

## Sources
- (en) Cet article est partiellement ou en totalité issu de l’article de Wikipédia en anglais intitulé « Karl Ferdinand von Buol » (voir la liste des auteurs).